# جانلوکا پیروبون
جانلوکا پیروبون (ایتالیایی: Gianluca Pierobon؛ زادهٔ ۲ مارس ۱۹۶۷ ‏(۵۸ سال)) دوچرخه‌سوار اهل ایتالیا است.